# Синицынский сельский совет
Синицынский сельский совет (укр. Синицинська сільська рада, крымскотат. Baraq köy şurası) — административно-территориальная единица в Кировском районе в составе АР Крым Украины (фактически до 2014 года; ранее до 1991 года — в составе Крымской области УССР в СССР). Население по переписи 2001 года — 2100 человек , площадь совета 210 км². Территория сельсовета находится в центре района, в степном Крыму, в бассейне реки Субаш и её правого протока Кхоур-Джилга.
К 2014 году сельсовет состоял из 3 населённых пунктов:
- Васильковое
- Красновка
- Синицыно

## История
Синицынский сельский совет был образован в 1968 годуи на 1974 год уже имел современный состав. С 12 февраля 1991 года сельсовет в восстановленной Крымской АССР, 26 февраля 1992 года переименованной в Автономную Республику Крым. С 21 марта 2014 года в составе Крыма аннексирован Россией. Законом «Об установлении границ муниципальных образований и статусе муниципальных образований в Республике Крым» от 4 июня 2014 года территория административной единицы была объявлена муниципальным образованием со статусом сельского поселения.